# I Gelosi

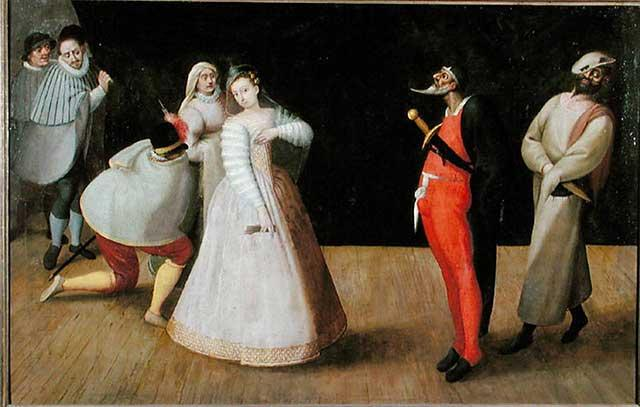
Představení divadelní společnosti Gelosi na obraze Hieronyma Franckena z roku 1590

I Gelosi (z it. "žárlivci", "závistivci") byla italská profesionální herecká společnost, která hrála ve stylu commedia dell'arte a byla aktivní mezi lety 1569 až 1604. Jejich motto bylo Virtù, fama ed honor ne fèr gelosi, což znamená "Žárlíme na dosažení ctnosti, slávy a cti".
Společnost I Gelosi založil v italském Miláně Flaminio Scala. Jejich první pozoruhodný herec byl Vittoria Piisimi. I Gelosi byli první společností financovanou šlechtickými kruhy: v roce 1574 a 1577 vystupovali pro krále Francie. Poté cestovali po celé Evropě a šířili tak commedia dell'arte z Itálie do Francie, Polska, Španělska, Německa a Anglie.
V 70. letech 16. stoleté se ke společnosti připojil Francesco Andreini, který se v roce 1578 se oženil s herečkou Isabellou Canali. Herečtí manželé se stali nejslavnějšími protagonisty společnosti a Francesco se nakonec stal i jejím princilpálem. V roce 1604 zemřela Isabella při porodu ve Francii. S jejím manželem to natolik otřáslo, že společnost rozpustil a navždy opustil divadelní jeviště. Jedna z postav commedia dell'arte, ženská představitelka inamorrati (zamilovaného páru) nese na počest slavné herečky často jméno Isabella. 